# Amata lagosensis
Amata lagosensis là một loài bướm đêm thuộc phân họ Arctiinae, họ Erebidae.